# Britton (Michigan)
Britton è un villaggio degli Stati Uniti d'America, situato nello Stato del Michigan, nella contea di Lenawee.